# Атина Крийк
Атина Крийк (на английски: Athens Creek) – идеята за създаването на кънтри рок групата идва през 2014 г., когато Тейлър Уолс-Харинг и Нейт Джоунс се запознават на „отворен микрофон“ в Трентън. Джоунс е домакин на събитието, на което Харинг изпълнява песен с Оскар Соса. Там китариста Соса кани Нейт да се присъедини към новата им група с Харинг.
Тейлър Харинг е от Саут Рокууд в окръг Монро. Пее в църквата, като поотрасва на години, а собствените си концерти започва да изнася с моминското си име – Тейлър Уолс. До създаването на „Атина Крийк“ тя опитва да „пробие“ чрез „Американ Айдъл“, участия, които я вдъхновяват да направи кариера в музиката.
Тейлър изучава музикален мениджмънт за да подпомогна реализацията на групата и в същото време си сътрудничи с Мичиганската филхармония.

## Състав на групата
- Тейлър Уолс-Харинг – вокал[2]
- Нейт Джоунс – китара, вокал[2]

### Бивши и по време на концерт
- Оскар Соса – соло китара[2]
- Шигелоне – бас[2]
- Денис Хензелман – ударни[2]
- Волфганг Чък – цигулка[2]
- Джейсън О'Диа – китара, ба.[2]

## Дискография

### Сингли
- Hallelujah – 2017[5]
- You're a Mean One, Mr. Grinch – 2017[5]
- O Holy Night – 2017[5]
- The Hole – 2018[5]

### Видео Ел Пи
- Hallelujah – 2017[6]
- The Road Home – 2020[7]

1. The Hole
2. We Fell Apart
3. The Road Home
4. Don't Hold Back
5. Little Lights
6. House of the Rising Sun (Amazing Grace)